# Порозово (Шарканський район)
Поро́зово (рос. Порозово) — присілок у складі Шарканського району Удмуртії, Росія.

## Населення
Населення — 586 осіб (2010; 661 у 2002).
Національний склад станом на 2002:
- удмурти — 92 %

## Урбаноніми[3]
- вулиці — Миру, Нова, Польова, Центральна, Шкільна
- провулки — Річковий

## Відомі люди
- Аникін Анатолій Єгорович — удмуртський скульптор, заслужений діяч мистецтв Удмуртської АРСР (1987), доцент, лауреат Всеудмуртської національної премії імені Кузебая Герда (2005).